# Jack Dillon (boxe anglaise)
Pour les articles homonymes, voir Dillon.
Jack Dillon, de son vrai nom Ernest Cutler Price, est un boxeur américain né le 2 février 1891 à Frankfort, Indiana, et mort le 7 août 1942 à Chattahoochee, Floride.

## Carrière
Il devient champion du monde des mi-lourds le 15 juin 1914 en battant aux points Bob Moha mais cède son titre le 24 octobre 1916 en s'inclinant face à Battling Levinsky.

## Distinction
- Jack Dillon est membre de l'International Boxing Hall of Fame depuis 1995[2].